# Netelia appendiculata
Netelia appendiculata är en stekelart som först beskrevs av Léon Abel Provancher 1874.  Netelia appendiculata ingår i släktet Netelia och familjen brokparasitsteklar. Inga underarter finns listade i Catalogue of Life.